# Stig Wennerström
Pour les articles homonymes, voir Wennerström.
Stig Wennerström, né le 22 août 1906 à Stockholm et mort le 22 mars 2006 à Danderyd, est un officier de la Force aérienne suédoise célèbre pour avoir espionné la Suède et les États-Unis au profit de l'Union soviétique durant la guerre froide.

## Biographie

### Enfance et éducation
Suivant la tradition familiale (son père était officier de marine et sa mère était fille d'officier de marine), Stig Wennerström devient à son tour élève-officier. Lors de vacances en Allemagne en 1923, il contracte une maladie pulmonaire. Il doit suspendre ses études pendant un an et reste en convalescence dans un sanatorium allemand. Il y apprend la langue, qu'il parlera ensuite couramment et qui constituera un précieux atout pour son ascension dans l'armée suédoise. 
Guéri, il réintègre l'école militaire. Son premier choix se porte vers la marine. Mais il veut que sa carrière avance vite et bifurque vers l'aviation qui offre à l'époque plus de possibilités. Wennerström est pourtant peu enclin à la vie de caserne : il sollicite donc une bourse pour perfectionner sa connaissance des langues. Maitrisant déjà parfaitement l'allemand et ayant de très bonnes connaissances en anglais, il souhaite apprendre le russe. En 1933, il obtient une affectation à la légation suédoise à Riga en Lettonie, république alors indépendante où vivent de nombreux russes. 

### Carrière dans l'armée
De retour en Suède, il termine ses études d'officier avec d'excellents résultats. Lieutenant, il est d'abord affecté à l'état-major de l'aviation. Il est ensuite nommé aide de camp du prince Gustave Adolphe. Cette fonction de bureau convient très bien à sa « vanité et son désir de briller en société ». Il épouse la fille unique d'une riche famille bourgeoise juste avant la Seconde Guerre mondiale.
Wennerström est nommé attaché militaire adjoint à l'ambassade suédoise à Moscou en 1940, alors que l'Allemagne nazie et l'Union soviétique sont encore alliées. Il est chargé de collecter des renseignements sur la capacité militaire de l'Union soviétique. Peu intéressé par sa mission (selon ses propres dires), Wennerström fréquente des diplomates allemands avec lesquels il partage sciemment des informations collectées lors de ses déplacements dans les bases militaires soviétiques. Il noue dans le même temps des rapports avec un officier soviétique (en réalité membre du GRU, le service de renseignement de l'armée). 
Rappelé à Stockholm quelques semaines avant l'invasion de l'URSS par l'Allemagne, Wennerström est nommé responsable d'une section de l'aviation chargée de vérifier les informations provenant de l'étranger. Cette fonction l'amène à fréquenter régulièrement les membres des ambassades allemande et soviétique, avec lesquels il continue à partager ses informations. Cette collaboration avec les nazis — qui le qualifient dans un télégramme de « contact précieux » — était facilitée par les ambiguïtés de la prétendue « neutralité suédoise » durant la Seconde Guerre mondiale. 
Fin 1943, Wennerström est pour la première fois affecté au commandement d'une unité. Il manque de perdre la vie au cours d'un exercice de bombardement. Ses supérieurs réalisent qu'il a plus de qualités comme officier à l'état-major que pour commander une unité. Ainsi, après 1945, Wennerström est chargé de rassembler des informations sur les opérations aériennes durant la guerre, afin de montrer au gouvernement social-démocrate le rôle essentiel de l'aviation militaire dans les conflits modernes et donc le besoin de maintenir les crédits alloués.

### Espion infiltré dans le corps diplomatique suédois
Devenu lieutenant-colonel, Wennerström estime que sa carrière stagne et cherche à devenir attaché militaire dans le corps diplomatique. Son profil intéresse beaucoup les services secrets américains qui pèsent de tout leur poids sur la Suède pour obtenir — avec succès — sa nomination à Moscou. Les Américains encouragent leur nouvelle recrue à reprendre contact avec ses connaissances au sein des services secrets soviétiques. Wennerström fournit ainsi des renseignements précieux aux Américains, dont l'emplacement de deux nouvelles bases aériennes.
Mais les Soviétiques découvrent la duplicité de l'espion en déchiffrant un de ses télégrammes. Dans le même temps, ils apprennent la nomination de Wennerström au poste d'attaché de l'air à l'ambassade suédoise à Washington en 1952. Menaçant le Suédois (désormais colonel), les Soviétiques le poussent à transmettre les informations qu'il collecte auprès des diplomates, généraux et industriels américains dans le cadre de sa nouvelle fonction. Il noue même des contacts avec Allen Dulles, le directeur de la CIA. Durant cinq ans, Wennerström fournit à l'Union soviétique quantité de données sur l'aviation, les fusées, les viseurs ou encore la miniaturisation électronique des radars américains. 
Il informe également les Soviétiques des activités d'observation de la Suède en mer Baltique, ce qui leur permet le 13 juin 1952 d'abattre un Douglas DC-3 de l'armée suédoise, comptant à son bord huit militaires spécialistes des radars.
De retour en Suède en 1957, Wennerström est promu chef du département de l'air au bureau du commandement de la défense nationale, où il est chargé des affaires atomiques et des armes robots. Il fournit des milliers de documents aux Soviétiques sur les innovations techniques de l'aviation suédoise.

### Arrestation

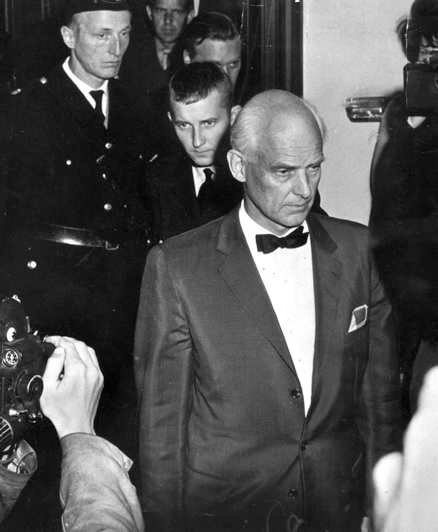
Wennerström à Stockholm lors de son procès en 1963

Dès la fin des années 1950, la sureté suédoise est informée de l'existence d'un espion. Selon l'auteur Nigel West, des références à Wennerström figuraient dans des messages Venona, mais c'est Michal Goleniewski qui permit de le démasquer. 
En quête de preuves, la sureté demande alors à la femme de ménage de Wennerström de collaborer. Celle-ci découvre dans la maison de son employeur un faux débarras aménagé pour pouvoir photographier des documents. 
Arrêté, Wennerström passe aux aveux et est condamné aux travaux forcés à perpétuité en 1964. Il sort de prison au bout de dix ans et publie ses mémoires.